# يوميات لص الأكسجين (رواية)
يوميات لص الأكسجين (بالإنجليزية: Diary of an Oxygen Thief) هي رواية هولندية صدرت عام 2006، كُتبت بشكل مجهول ونُشرت في أمستردام من قبل صحيفة (NLVI). وصفت نيويورك (مجلة) «يوميات لص الأكسجين» بأنها «مفاجأة الحصان الأسود وليامزبيرغ الأكثر مبيعا»، مشيرة إلى الفن المستقل، والأدب، والمشهد الموسيقي في بروكلين، نيويورك.

## ملخص
يبدأ كتاب يوميات لص الأكسجين، الذي يدعي أنه سيرة ذاتية بالراوي، وهو مدير إعلانات أيرلندي يعيش في لندن، ويصف المتعة التي اعتاد أن يتلقاها من العنف نفسي للنساء. بعد أن يبدأ الراوي في حضور اجتماعات مدمنو الكحول المجهولون، يبكي وينظر إلى الوراء إلى علاقاته السابقة مع قدر من الندم. بعد الحصول على وظيفة في الولايات المتحدة، يواجه الراوي خارجيًا عبثية الشركات الأمريكية، والصدمة الثقافية، وصراع الانتقال من الطبقة الدنيا إلى الطبقة المتوسطة العليا. فداخليًّا يصارع جنون العظمة، الإدمان، وويلات الالم. في وقت لاحق، يلتقي مصوره شابه في نيويورك ويقع في حبها.
```
«لص الأكسجين» في العنوان يشير إلى تدني احترام الراوي لذاته. بسبب إحساسه بالاشمئزاز من نفسه يبدو أنه يمر في الحياة لا يستحق الهواء نفسه الذي يتنفسه.
```

## استقبال
وسرعان ما أصبحت يوميات سارق الأكسجين شائعة منذ نشرها لأول مرة في عام 2006 إلى عام 2016 حيث تم إدراجها في أكثر 20 كتابًا مبيعًا في كل من أمازون وآي تيونز.

## روابط خارجية
- www.02thief.com
- nymag.com/guides/valentines/53552